# 左雄
左雄（？—138年），字伯豪，南陽郡涅陽县（今河南省镇平县）人，东汉政治人物。
漢安帝時，举孝廉，任冀州刺史。当時，冀州多豪族，经常請託刺史，左雄常閉門不见，不与他们交流。参奏貪猾的太守，无所避忌。
漢順帝永建年間（126年-132年）初，公車徴拜左雄議郎。当時順帝初即位，大臣懈怠，政事多有缺失。左雄进言，言辞恳切。尚書僕射虞詡感嘆当時廷臣無為，人物左雄忠誠、公正，有節義，向皇帝推薦左雄，于是汉顺帝擢升左雄为尚書。
之后昇進左雄为尚書令，執掌政務。左雄上奏修繕太学，陽嘉元年（132年）太学完成，实施增員。同年，他建议孝廉被推举者未满四十，不能直接授予官职，要先进行測試和能力檢測。这个制度被胡广、張衡激烈反对，順帝还是施行。次年、胡广因为推举十数人有誤而被罷免。通过考試任命為郎中之人，只有陳蕃、李膺、陳球等三十余人。太守于是不敢轻率推举。于是，汉順帝在世时，推举任用清平，多得人材。
左雄改革漢明帝以來的鞭打九卿制度，上奏应该禁止鞭打九卿，漢順帝聽取了他的意見，此後再也沒九卿被鞭打。順帝乳母宋娥封为山陽君，他以災異理由反对。宋娥的誣告之罪被发觉，爵位被免除。
左雄转任司隷校尉。左雄推薦周举为尚書。他作为司隷校尉，推举冀州刺史馮直为将帥。馮直犯收賄之罪，周举弹劾左雄应该連座。左雄以周举守法，不徇私恩人而高兴：说「乃是韩厥之举也」。他的態度天下感服。这件事後左雄被罷免。之后左雄復職为尚書，永和三年（138年）左雄去世。

## 延伸阅读
[在维基数据编辑]
 《後漢書·卷61》，出自范晔《後漢書》
 《東觀漢記》